# Beeton's Christmas Annual
Beeton's Christmas Annual fue un anuario ilustrado publicado en Londres, Inglaterra, entre 1860 y 1898, fundado por Samuel Beeton, editor de varias publicaciones importantes de la época.
Se publicaba en noviembre y en diciembre se editaba una segunda edición. La portada de cada número llevaba un título llamativo anunciando su contenido, y las páginas interiores incluían un gran número de anuncios.
Entre los ilustradores y escritores que colaboraron con la revista, se encuentran George Cruikshank, uno de los caricaturistas más conocidos de Inglaterra y Arthur Conan Doyle, cuya novela Estudio en escarlata, apareció en el número de 1887, siendo esta la primera aparición de Sherlock Holmes, un año antes de publicarse la novela en formato de libro. 
Tras la crisis financiera de Londres en 1866, Beeton, más conocido por publicar Mrs Beeton's Book of Household Management, un libro escrito por su esposa, Isabella Beeton, tuvo que vender los derechos de sus numerosas publicaciones a Ward Lock & Co, quienes siguieron editando el anuario tras la marcha del propio Beeton en 1874.

## Números
- 1860 (Primera Temporada): 160 páginas[5]
- 1863 (Tercera Temporada): «The Kiddle-A-Wink; or, Ghostly Stories on the Western Coast» de Francis Kendrick, con frontispicio de W. L. Thomas[6]
- 1868 (Novena Temporada): «Money Lent»: con ilustraciones y grabados de George Cruikshank y Charles Henry Ross[7]
- 1869 (Décima Temporada): «This Way Out: or, Modern Pilgrims»; «North, South, East, and West; or, Ruffs and Toughs», ilustraciones de George Cruikshank[2]
- 1887: «A Study in Scarlet», de A. Conan Doyle, pp. 1-95, con ilustraciones de D. H. Friston y grabados de W. M. R. Quick; «Food for Powder», de R. André, pp. 96-114, con ilustraciones del propio autor; «The Four-Leaved Shamrock», de C. J. Hamilton, pp. 115-138, con ilustraciones de Matt Stretch[1]